# بوخوو
بوخوو (به چکی: Bochov) یک منطقهٔ مسکونی در جمهوری چک است که در ناحیه کارلووی واری واقع شده‌است. بوخوو ۲٬۰۷۰ نفر جمعیت دارد.